# Tønsberg Vikings
Tønsberg Vikings eller Tønsberg og Omegn Ishockeyklubb är en norsk ishockeyklubb från Tønsberg, Vestfold fylke, som grundades den 4 april 1963. Laget spelar säsongen från 2017/2018 i Norges näst högsta division 1. divisjon , och har varit i Get-ligaen från 2012 till 2016. Tønsberg Vikings stängde elavdelningen sommaren 2016 efter en lång period av ekonomiska problem.
Klubben spelar sina hemmamatcher i Tønsberg Ishall, CB Elektro Arena öppnades 16 december 1995 och har en kapacitet på 1100 åskådare.

## Vikingssupport
«Vikingssupport» är en supporterklubb för Tønsberg Vikings. Viking-stödet upprättades i juni 2012, när den föregående supporterklubben upplöstes med tvång att utplåna Casuals och extrem höger styrkor associerade med klubben.Vikings första stöd gav många utmaningar. Både att få medlemmar, såväl som samarbete mellan klubben och andra supportrar. Det har också förekommit hot om våld och polisrapporter angående supporterklubben. Vikingssupport samarbetar nu med Tønsberg Vikings för att samla intresse för ishockey i Tønsberg.